# دامیان نیتو
دامیان نیتو (انگلیسی: Damián Nieto؛ زادهٔ ۲۴ مارس ۱۹۸۵) بازیکن فوتبال اهل آرژانتین است.
از باشگاه‌هایی که در آن بازی کرده‌است می‌توان به باشگاه فوتبال اتلتیکو هوراکان اشاره کرد.